# Make It Big
Make It Big är ett musikalbum av den brittiska popduon Wham!, utgivet den 23 oktober 1984. 
Albumet innehåller flera stora hits, "Wake Me Up Before You Go-Go", "Freedom" och "Careless Whisper". Singeln "Everything She Wants" nådde förstaplats i USA och på andraplats i Storbritannien.
Plattan sålde sex gånger platina i USA.

## Låtlista
1. "Wake Me Up Before You Go-Go"  – 3:50
2. "Everything She Wants"  – 5:01
3. "Heartbeat"  – 4:42
4. "Like a Baby" – 4:12
5. "Freedom"  – 5:01
6. "If You Were There"  – 3:38
7. "Credit Card Baby"  – 5:08
8. "Careless Whisper"  – 6:30

## Placeringar

### Album
- #1 U.S. Billboard Albums Chart
- #1 UK Albums Chart

### Singlar
- "Wake Me Up Before You Go-Go", #1 U.S. Billboard Singles Chart; #1 UK
- "Careless Whisper", #1 U.S. Billboard Singles Chart; #1 UK
- "Everything She Wants", #1 U.S. Billboard Singles Chart; #2 UK
- "Freedom", #3 U.S. Billboard Singles Chart; #1 UK